# Helviet

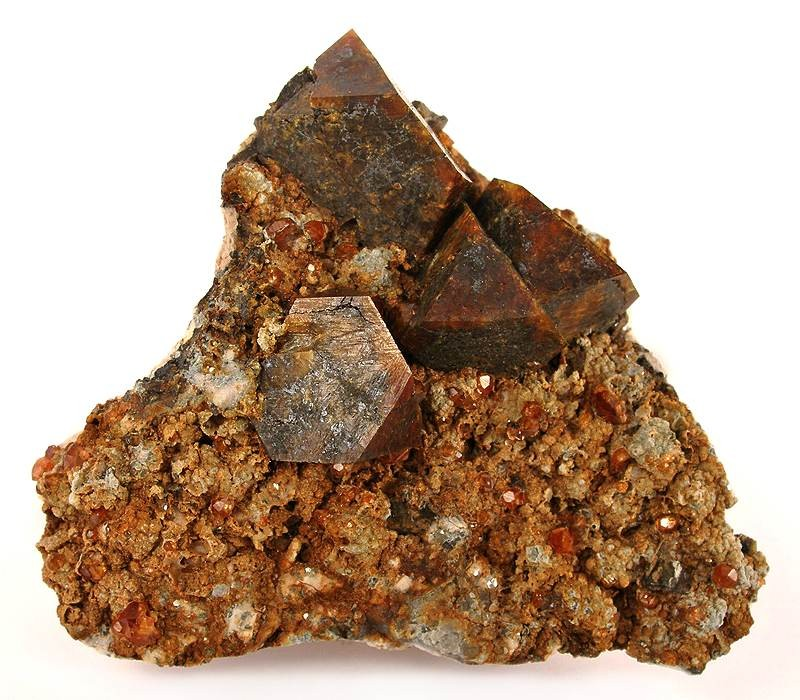
Helviet

Het mineraal helviet is een zwavel-houdend mangaan-beryllium-silicaat met de chemische formule Mn2+4Be3(SiO4)3S. Het tectosilicaat behoort tot de veldspaatvervangers.

## Eigenschappen
Het grijze, geelgroene, gele, bruingele of bruine helviet heeft een glasglans, een grijswitte streepkleur en de splijting is onduidelijk volgens het kristalvlak [111]. De gemiddelde dichtheid is 3,26 en de hardheid is 6 tot 6,5. Het kristalstelsel is isometrisch en het mineraal is niet radioactief.

## Naamgeving
De naam van het mineraal helviet is afgeleid van het Griekse helios, dat "zon" betekent. Het is zo genoemd, vanwege de zongele kleur die het mineraal kan aannemen.

## Voorkomen
Zoals andere berylliumhoudende mineralen, komt helviet voornamelijk voor in pegmatieten. Het wordt ook gevormd in skarns en hydrothermaal verweerde gesteenten. De typelocatie is de Schwarzenberg en Breiterbrunn in Duitsland.